# Fains
Fains település Franciaországban, Eure megyében. Lakosainak száma 423 fő (2022. január 1.). Fains Gadencourt, Hécourt, Le Plessis-Hébert és Pacy-sur-Eure községekkel határos.

## Népesség
A település népességének változása:
| Lakosok száma | 209  | 296  | 355  | 405  | 399  | 405  | 440  | 447  | 451  | 423  |
|               | 1968 | 1982 | 1990 | 2006 | 2013 | 2015 | 2017 | 2019 | 2020 | 2022 |